# Ґжехоткі
Ґжехоткі (пол. Grzechotki, нім. Rehfeld) — село в Польщі, у гміні Бранево Браневського повіту Вармінсько-Мазурського воєводства.
Населення — 77 осіб (2011).
У 1975-1998 роках село належало до Ельблонзького воєводства.

## Демографія
Демографічна структура станом на 31 березня 2011 року:
|          | Загалом | Допрацездатний вік | Працездатний вік | Постпрацездатний вік |
| -------- | ------- | ------------------ | ---------------- | -------------------- |
| Чоловіки | 40      | 14                 | 23               | 3                    |
| Жінки    | 37      | 9                  | 21               | 7                    |
| Разом    | 77      | 23                 | 44               | 10                   |